# Regione dell'Anatolia Sud Orientale
La regione dell'Anatolia sudorientale (in turco Güneydoğu Anadolu Bölgesi) è una delle sette divisioni a fini statistici della Turchia. Si trova nella parte sud est del paese. La superficie è di circa 76.938 km² ed ha una popolazione di circa 7,6 milioni di abitanti.

## Popolazione
La sua popolazione è prevalentemente appartenente alla minoranza curda.

## Province

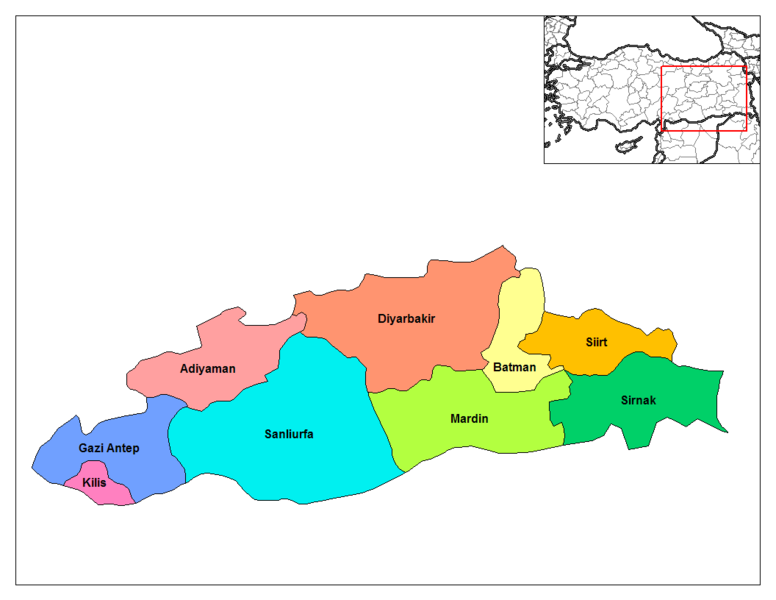
Province della regione dell'Anatolia Sud Orientale

Della regione fanno parte le seguenti province:
- Adıyaman
- Batman
- Diyarbakır
- Gaziantep
- Kilis
- Mardin
- Şanlıurfa
- Siirt
- Şırnak